# Slavětín (Olomouci járás)
Slavětín település Csehországban, a Olomouci járásban. Slavětín Luká, Měrotín, Bílá Lhota, Bouzov és Litovel településekkel határos. Lakosainak száma 202 fő (2024. január 1.).

## Népesség
A település lakosságának változását az alábbi diagram mutatja:
| Lakosok száma | 327  | 352  | 358  | 276  | 236  | 194  | 210  | 206  | 196  | 202  |
|               | 1869 | 1890 | 1921 | 1950 | 1980 | 2001 | 2017 | 2019 | 2022 | 2024 |